# タヒル・ユルダシェフ
タヒル・ユルダシェフ（ウズベク語: Tohir Abdulxalilovich Yo‘ldoshev / Тоҳир Абдулхалилович Йўлдошев、1967年 - 2009年）は、ウズベキスタン、アフガニスタンのウズベク人地域で活動するテロ組織、ウズベキスタン・イスラム運動の指導者の1人で、アメリカ軍のアフガニスタン侵攻時に戦死したジュマ・ナマンガニの盟友だった。

## 経歴
ウズベク・ソビエト社会主義共和国ナマンガン州に生まれる。
1980年代末～1990年代初め、ナマンガン市のカジーであったウマルホン・コリ・ナマンガニ（後に逮捕）の強い影響を受けた。1991年、ナマンガンでイスラム組織、アドラート・ウユマシ（公正協会）を率いた。同じ期間、より過激なイスラム組織、イスロム・ラシュコルラリ（イスラムの戦士）の創設にも参加した。この外、ユルダシェフは、武装イスラム組織、トウバ（又はタウバ）の設立者の1人でもあり、ここでジュマ・ナマンガニと密接な関係を築いた。
1992年、ウズベキスタンで反イスラム・キャンペーンが始まると、ユルダシェフはタジキスタンを経由してアフガニスタンに渡り、ウズベク人イスラム教徒の政治指導者の地位を占めた。1996年、ウズベキスタン・イスラム運動の政治指導者となる。ウズベキスタン・イスラム運動は、多くのイスラム組織と広範囲な関係を結び、ウズベキスタンの野党のために資金集めに従事した。資金調達のために、パキスタン、サウジアラビア、アラブ首長国連邦を訪れている。
ユルダシェフは、1999年2月のウズベキスタンにおけるクーデター未遂の首謀者の1人と考えられている（当時、ユルダシェフはテヘランにいた）。
1999年末～2000年初め、反イスラム・カリモフ勢力を結集させるために、ターリバーン政権の庇護の下で活発な活動を展開した。
2001年、ナマンガニがアフガニスタンで戦死するとウズベキスタン・イスラム運動(UIM)を指導した。
2009年8月27日、ユルダシェフはアメリカ空軍の空爆で、手と足を失い病院で死亡した。

## プライベート
ユルダシェフの3人の兄弟、マダミン、ムハマッド、ゾヒジョンは、1997年にウズベク当局により逮捕された。